# 速水舞
速水 舞（はやみ まい、1966年9月21日 - ）は、日本の元AV女優。

## 略歴・人物
1986年にAVデビュー。1980年代の中後期に活動し、にっかつロマンポルノにも主演。TVでは『オールナイトフジ - 出前野球拳』、『11PM』、『トゥナイト』に出演していた。
趣味:映画鑑賞。ディスコダンス、日舞、茶道修業中。
FANZAプロフィールでは生年月日が異なり、1966年12月21日生まれとしている。

## 作品

### アダルトビデオ
1986年
- 乳辱 Dカップマシーン（10月6日、VIP）
- 紅色のマリオネット（12月13日、宇宙企画）
- 巨乳・いんらん（Five Star FV-8593）
- 艶舞（つやまい）（希宝舎/シャリオ CK-1002）
- 新・ゆりの女たち 速水舞・高杉レイ（正和 SOW-2039）

1987年
- 淫らな水蜜桃（1月25日、にっかつビデオ）
- とかすほど甘く（4月24日、ロコ）
- 爆裂乳娘（9月5日、アリスJAPAN）
- 夏色lonely（10月15日、大陸書房）
- 蛇淫の森 北村美加・速水舞（10月25日、にっかつビデオ）
- Eカップグラフティ・思いっきり、速水舞（アニー AG-28）
- Dカップ 少年狩り（現映社/スワンビデオ SD-811）
- おねだり舞チャンの本番おかわり（新東宝 STY-09）
- オシャレに開いて…（コロナ社 CS-1148）
- おしゃぶりグランプリ 咥え上手な乙女たち 2 菊池えり・速水舞・瞳さやか 他 全7名（シネマジック AG-30）
- ダンシング・Dカップ 舞（SaraVah）
- KAGEKI 7 Eカップ伝説 菊池エリ・立原友香・速水舞・中村京子 他（Five Star FV-8638）
- 地下鉄連続レイプ 制服狩り（にっかつビデオ R-087）＊映画「地下鉄連続レイプ 制服狩り」のビデオ版
- 妖艶乱 濡れ芝居（サックス・コーポレーション）

1988年
- E-CUPレズビアン 百合の悦楽 菊池えりVS速水舞（1月28日、シネマジック）
- 巨乳8人色物語 スーパーバスト・スペシャル 真咲乱・上條理沙・藤あかね・速水舞 他（3月26日、現映社）
- エレクト5 PART5 桂木麻也子・速水舞・小倉千代子 他（6月29日、ロコ）
- またまた妖艶霊女／お色気作戦イー・リャン・スー 速水舞・河合奈保 他（12月21日、アルバトロス･フィルム）＊映画「またまた妖艶霊女／お色気作戦イー・リャン・スー」のビデオ版
- DカップCOLLECTION 3 冴島奈緒・豊田香里奈・速水舞（12月24日、笠倉出版社）
- ウォンテッド 2 肉体語録 中沢慶子・速水舞・高樹陽子 他（新東宝）
- 乱れ花（ペパーミントハウス）
- ダブルEカップ 完熟 相原久美・速水舞・河合奈保（新東宝映画）＊映画「ダブルEカップ 完熟」のビデオ版
- 花と蛇 究極縄調教（にっかつビデオ NY-988）＊映画「花と蛇 究極縄調教」のビデオ版
- THE BUST10 巨乳の誘惑 菊池えり・速水舞・藤あかね・黒沢ひとみ 他（シネマジック AG-54）
- LAST DREAM 速水舞・菊池えり・瞳さやか 他（シネマジック AG-56）＊引退作品との表記あり

1989年
- シャリオスペシャル 2 美女・7人春物語 高樹泉・速水舞・柚木あや 他（希宝舎/シャリオ CK-1039）全7名
- シャリオスペシャル 3 美女7人ONANIEショウ 小林ひとみ・中沢慶子・速水舞 ほか（希宝舎 CK-1051）全7名
- サヨウナラの後で……（コスモティックジャパン／ハートビート HB-01）
- 痴漢電車 懲りない指先 プロ野球編 速水舞・藤谷奈々子・川上まや 他（トラッド）＊映画「痴漢電車 懲りない指先 プロ野球編」のビデオ版
- 性戯の見方（GORILLA GO-06）
- 双曲線 速水舞・村上レイ（オリジン）
- ザ・バイオレンスレイプ　立原友香 速水舞 前原祐子（ジャパンコーポレーション）
- 衿元から（ピューマ企画）

1990年
- ドキュメント 下半身攻め（9月10日、英知出版）

1993年
- AVギャル烈伝 1（4月1日、笠倉出版社）全25名

1995年
- 巨乳ゆさゆさ嬉し泣き 欲情に溺れる女たち カイカンギャル4人 葉山みどり・速水舞・亜美・杉森久美子（8月1日、コスミック・インターナショナル）全4名

2006年以降
- THE巨乳FUCKER4時間 2 渚友紀・山咲あかり・冴島奈緒・藤森エレナ・速水舞 他（2006年1月20日、メディアバンク）
- Legend Special VOL.42 速水舞（2010年8月20日、エーエスジェイ）＊「オシャレに開いて…」「艶舞」を収録

発売年不明
- やっぱり粘膜（ダイハード）
- 年頃ボッキン!（GOLDEN☆MAGAZINE）
- ラブ・マッサージはお口で… 森川まみ 速水舞 松友伊代（ハーレム・ナイト HT-07）VHS
- だから××やめられない（ビデオRUN VV-40）VHS
- 淫～いん～（CLASH CL-030）VHS
- 胸騒ぎヒロイン（ウィング WV-009）VHS
- セクシーパラダイス 濡れる指先（新映和プロモーション）VHS 全7名

など

### 映画
- 地下鉄連続レイプ 制服狩り（1987年4月28日公開、にっかつ）監督:片岡修二[5]
- びらん（1987年8月8日公開、ミリオンフィルム）監督:小笠原典
- 花と蛇 究極縄調教（1987年12月5日公開、にっかつ）監督:浅尾政行 - 遠山久美子 役[6]
- またまた妖艶霊女／お色気作戦イー・リャン・スー（1987年制作）、チャイニーズ・ゴーストコア／秘艶に 改題（1989年2月11日公開、ニューセレクト）監督:文華 ＊香港映画[7][8]
- BU・RA・Iの女（1988年4月23日公開、にっかつ）監督:村上修 - 小橋今日子 役[9]
- ダブルEカップ 完熟（1988年5月公開、新東宝）監督:浜野佐知[10]
- 盗聴魔 妻たちの性態（1988年7月16日公開、エクセス・フィルム）監督:浜野佐知[11]
- 童貞物語 2 チェリーボーイズ（1988年7月30日公開、バンダイ＝MMP＝鎌倉スーパーステーション）監督:高橋秀和 - ソープランド・静香 役[12]
- 痴漢電車 懲りない指先 プロ野球編（1989年2月4日公開、エクセス・フィルム）監督:田胡直道[13]

### テレビ
- 時間ですよ たびたび 第8話（1988年8月29日、TBS）
- 混浴露天風呂連続殺人 第7作「OLいいたい放題ツアーと謎の美女」（1988年11月19日、テレビ朝日系・土曜ワイド劇場）主演:古谷一行 - ジュンコ 役

## 出版

### 写真集
- マドンナメイト写真集 速水舞（1987年3月25日、マドンナ社）撮影:堀善郎 ISBN 9784576870243
- 速水舞写真集 熱愛（1987年12月1日、綜合図書）撮影:斉木弘吉
- DESIRE 私にもして! 速水舞・蜜流ありさ（?、エスケイテー出版）ISBN 9784062046466

### 雑誌
1986年
- 平凡パンチ 1986年12月1日号、1987年3月5日号、1988年2月11日号、6月23日号（平凡出版）
- デラべっぴん 1986年12月号（英知出版）

1987年
- BODY PRESS 1987年2月号（白夜書房）
- スーパー写真塾 1987年2月号（少年出版社）
- キャッシー 1987年3月号（日正堂）
- オレンジ通信 1987年4月号（東京三世社）
- 週刊プレイボーイ 1987年5月5日、1988年2月9日号、6月21日号（集英社）
- 週刊ポスト 1987年5月22日号（小学館）
- ビデオ・ザ・ワールド 1987年5月号（白夜書房）
- マスカットノート 1987年5月号（太洋書房）
- ビデパル(VIDE PAL) 1987年6月号（フロム出版）
- DカップVIDEOギャル TOP39（1987年12月10日、ミリオン出版）
- ベストカメラ 1987年12月号（少年画報社）
- YanYan MAGAZINE 1987年12月号（若生出版）

1988年
- 魅惑のランジェリー 1988年2月号（光彩書房）
- ビデオ・ザ・ワールド 1988年9月号（白夜書房）

1990年
- ランジェリー・コレクション No.7（1990年10月15日、光彩書房）